# 검은코끼리땃쥐
검은코끼리땃쥐 또는 검은센지(Elephantulus fuscus)는 코끼리땃쥐과에 속하는 포유류의 일종이다. 말라위와 모잠비크, 잠비아에서 발견된다. 자연서식지는 건조한 사바나 지역이다.